# Gabriela Michetti
Gabriela Michetti (Laprida, 28 de abril de 1965) é uma política argentina, filiada ao partido Proposta Republicana,  vice-presidente da Argentina de 2015 a 2019. Foi senadora pelo distrito de Buenos Aires, eleita em 2013. Previamente foi deputada pelo mesmo distrito, de 2009 até 2013.
Estudou relações internacionais na Universidad del Salvador. Foi a segunda mulher na vice-presidência de seu país, após Isabel Perón. Foi deputada da Cidade de Buenos Aires em 2005, e vice-prefeita de Buenos Aires, na chapa de Mauricio Macri.

## Primeiros anos e educação
Marta Gabriela Michetti Illia nasceu em 1965 na cidade de Laprida, na Província de Buenos Aires, em uma família de ascendência italiana. Em 1988, formou-se em Relações internacionais pela Universidade do Salvador, em Buenos Aires.

Entre 1993 e 1994, concluiu um mestrado em Gestão Empresarial e Integração na Universidade de Ciências Empresariais e Sociais (UCES). Em 2000, realizou um curso de especialização sobre solução de controvérsias na Organização Mundial do Comércio (OMC), em Genebra, Suíça. No ano seguinte, concluiu uma especialização em Gestão Universitária na Universidade de Ottawa, no Canadá.